# Scutellaria arguta
Scutellaria arguta är en kransblommig växtart som beskrevs av Samuel Botsford Buckley. Scutellaria arguta ingår i Frossörtssläktet som ingår i familjen kransblommiga växter. Inga underarter finns listade i Catalogue of Life.